# Aramina
Aramina este un oraș în São Paulo (SP), Brazilia. 